# Травиата
„Травиата“ е опера, написана от италианския композитор Джузепе Верди.
Операта се изнася през 1853 г., 45 дни след „Трубадур“. През 1848 г. излиза от печат романът на Александър Дюма-син „Дамата с камелиите“. През 1852 г. Верди вижда преработения роман в драма и възлага на Франческо Мария Пиаве да напише либретото. Премиерата е на 6 март 1853 г. във Венеция.
В България е поставена от Оперната дружба през 1910 г. с диригент Т. Хаджиев и режисьор К.Михайлов-Стоян.